# جوزيف ماري روزيه
جوزيف ماري روزيه هو مبارز بالسيف فرنسي، مثّل بلاده في الألعاب الأولمبية الصيفية 1900.

## روابط رياضية
جوزيف ماري روزيه على موقع أوليمبيديا (الإنجليزية)